# Blanje
Blanje – wieś w Chorwacji, w żupanii osijecko-barańskiej, w gminie Viljevo. W 2011 roku liczyła 43 mieszkańców.